# Romeyn Beck Ayres
Romeyn Beck Ayres, ameriški general, * 20. december 1825, † 4. december 1888.